# Киклоп (ТВ серија)
„Киклоп” је југословенска телевизијска серија снимљена 1983. године у продукцији ТВ Загреб.

## Епизоде
| Сезона | Епизода | Назив                      | Датум              |
| ------ | ------- | -------------------------- | ------------------ |
| 1      | 1       | У диму дајдама             | 6. фебруара 1983.  |
| 1      | 2       | Превентивна дехуманизација | 13. фебруара 1983. |
| 1      | 3       | Оријентација по маховини   | 20. фебруара 1983. |
| 1      | 4       | На Сахаринском двору       | 27. фебруара 1983. |
| 1      | 5       | Полифем Киклоп долази      | 6. марта 1983.     |

## Улоге
| Глумац             | Улога                                          |
| ------------------ | ---------------------------------------------- |
| Франо Ласић        | Мелкиор Тресић (5 еп. 1983)                    |
| Марија Бакса       | Вивијана (5 еп. 1983)                          |
| Љуба Тадић         | Маестро (4 еп. 1983)                           |
| Раде Шербеџија     | Уго (4 еп. 1983)                               |
| Мира Фурлан        | Енка (4 еп. 1983)                              |
| Реља Башић         | Атма (4 еп. 1983)                              |
| Звонимир Рогоз     | (4 еп. 1983)                                   |
| Карло Булић        | (4 еп. 1983)                                   |
| Зденка Хершак      | Газдарица (4 еп. 1983)                         |
| Мустафа Надаревић  | Дон Фернандо (2 еп. 1983)                      |
| Драган Миливојевић | Фреди (2 еп. 1983)                             |
| Иво Бан            | Курт (2 еп. 1983)                              |
| Мира Босанац       | Елза, Куртова сестра (конобарица) (2 еп. 1983) |
| Влатко Дулић       | (2 еп. 1983)                                   |
| Зоран Гогић        | (2 еп. 1983)                                   |
| Иво Грегуревић     | Креле (2 еп. 1983)                             |
| Душко Груборовић   | (2 еп. 1983)                                   |
| Хрвоје Ковачић     | Продавац новина (2 еп. 1983)                   |
| Ђорђе Рапајић      | (2 еп. 1983)                                   |

 Остале улоге  ▼
| Глумац              | Улога                                          |
| ------------------- | ---------------------------------------------- |
| Мирко Боман         | (1 еп. 1983)                                   |
| Давор Борчић        | (1 еп. 1983)                                   |
| Владимир Бошњак     | (1 еп. 1983)                                   |
| Александар Цакић    | Југословенски официр (1 еп. 1983)              |
| Звонимир Чрнко      | (1 еп. 1983)                                   |
| Алеxандер Цветковић | (1 еп. 1983)                                   |
| Дубравка Дежелић    | (1 еп. 1983)                                   |
| Петар Добрић        | Поштар (1 еп. 1983)                            |
| Борис Дворник       | Мајор југословенске војске (1 еп. 1983)        |
| Нина Ерак Свртан    | (1 еп. 1983)                                   |
| Иво Фици            | (1 еп. 1983)                                   |
| Људевит Галић       | (1 еп. 1983)                                   |
| Емил Глад           | Главни уредник (1 еп. 1983)                    |
| Зденко Јелчић       | Поднаредник (1 еп. 1983)                       |
| Асја Јовановић      | Гђа с цвијећем у градској кавани (1 еп. 1983)  |
| Фрањо Јурчец        | (1 еп. 1983)                                   |
| Звонимир Јурић      | (1 еп. 1983)                                   |
| Миодраг Кривокапић  | Мобилизирани пролазник с новинама (1 еп. 1983) |
| Антун Кујавец       | (1 еп. 1983)                                   |
| Томислав Липљин     | Возач трамваја (1 еп. 1983)                    |
| Данко Љуштина       | (1 еп. 1983)                                   |
| Златко Мадунић      | (1 еп. 1983)                                   |
| Фрањо Мајетиц       | (1 еп. 1983)                                   |
| Раде Марковић       | (1 еп. 1983)                                   |
| Златко Мартинчевић  | (1 еп. 1983)                                   |
| Борис Михољевић     | Пролазник с новинама у рукама (1 еп. 1983)     |
| Љубица Микулчић     | (1 еп. 1983)                                   |
| Сретен Мокровић     | Регрут (1 еп. 1983)                            |
| Владимир Облешчук   | (1 еп. 1983)                                   |
| Предраг Петровић    | Регрут (1 еп. 1983)                            |
| Милан Плећаш        | (1 еп. 1983)                                   |
| Тихомир Поланец     | (1 еп. 1983)                                   |
| Недим Прохић        | (1 еп. 1983)                                   |
| Владимир Пухало     | (1 еп. 1983)                                   |
| Матко Рагуз         | (1 еп. 1983)                                   |
| Томислав Ралиш      | (1 еп. 1983)                                   |
| Дамир Шабан         | (1 еп. 1983)                                   |
| Берт Сотлар         | Илегалац (1 еп. 1983)                          |
| Звонко Стрмац       | (1 еп. 1983)                                   |
| Круно Валентић      | (1 еп. 1983)                                   |
| Бранимир Видић      | Регрут (1 еп. 1983)                            |
| Мирко Војковић      | (1 еп. 1983)                                   |
| Аљоша Вучковић      | (1 еп. 1983)                                   |
| Вера Зима           | (1 еп. 1983)                                   |
| Илија Зовко         | (1 еп. 1983)                                   |

Комплетна ТВ екипа  ▼
| Редитељ              | Антун Врдољак    | (5 еп. 1983) |
| Сценариста           | Ранко Маринковић | (5 еп. 1983) |
| Сценариста           | Антун Врдољак    | (5 еп. 1983) |
| Композитор           | Миљенко Прохаска | (5 еп. 1983) |
| Директор фотографије | Томислав Пинтер  | (1 еп. 1983) |